# Исламское искусство
Исламское искусство — искусство, сформировавшееся в средние века, в основе которого лежат принципы ислама.
Появившееся в VII веке учение ислама отнеслось враждебно к живописи и скульптуре, запретив олицетворять Аллаха в каких-либо видимых формах и изображать живых существ.
С течением времени в некоторых странах запрет на изображение человека и животных перестал быть строгим (в Иране он никогда не был тотальным), и в какой-то степени получили право на существование пластика и живопись.
Распространяясь из Аравии на Восток до берегов Ганга и на Запад до Испании, исламская культура встречала более или менее развитое искусство, усваивала и перерабатывала его элементы в соответствии со своим духом и потребностями. Так сложился, по крайней мере в архитектуре и орнаменталистике, особый исламский стиль, в разных странах имеющий, впрочем, свои особенности. В его основу легли византийские, персидские и египетские формы.
Раннее исламское искусство и искусство мусульманского мира в целом надо рассматривать как продолжение предшествовавших ему, распространенных на землях Ближнего Востока и Средиземноморья (Римская и Сасанидская империя). В отличие от официальной историографии ислама, археологические данные свидетельствуют о возникновении и распространении халифата не в пустыне Аравийского полуострова, а на территории арабских племен Гассанидов и Лахмидов, подчиненных римлянам и Сасанидам, которые населяли север Аравийского полуострова, Сирию и Палестину (также надо учитывать влияние южного населения аравийского полуострова, которые были в подчинении Ирану и Риму). Благодаря долгим политическим и экономическим отношениям с византийцами и сасанидами, арабы уже приобщились к различным их традициям. Эти традиции стали основой нового культурного единства — мусульманского мира.

## Архитектура
Традиционно выделяют пять архитектурных школ, относящихся к мусульманской культуре: сирийско-египетскую, персидскую, индийскую, магрибинскую (архитектура мусульманской Испании и стран Магриба) и османскую; другие школы — такие как, например, иракская или среднеазиатская, считаются производными.
В первые десятилетия хиджры арабы приспосабливали для своих целей те здания, которые находили в покорённых городах. Когда государство халифов стало могущественным, мусульмане стали строить мечети. Для устройства мечети нужны были:
- пространство для молящихся,
- михраб, то есть небольшая ниша или особая отметка на стене с той стороны, которая обращена к Мекке,
- кафедра для чтения Корана, молитв и поучений (минбар),
- просторный двор, окружённый крытыми галереями, в которых пришедшие на молитву могли бы отдыхать и укрываться от зноя,
- водоём или фонтан для омовений, предписанных пророком,
- один, два или несколько минаретов — высоких башен с балконом, откуда муэдзин призывает правоверных на молитву.[2]

Первая мечеть была построена в Медине сразу после хиджры. Она представляла собой широкий двор, обнесённый стеной; с северной стороны (обращённой к Иерусалиму) для защиты верующих от солнца он был покрыт кровлей, укреплённой на пальмовых стволах. После того как исламу покорилась Мекка, в мечетях создавали нишу, указывающую направление на Мекку.

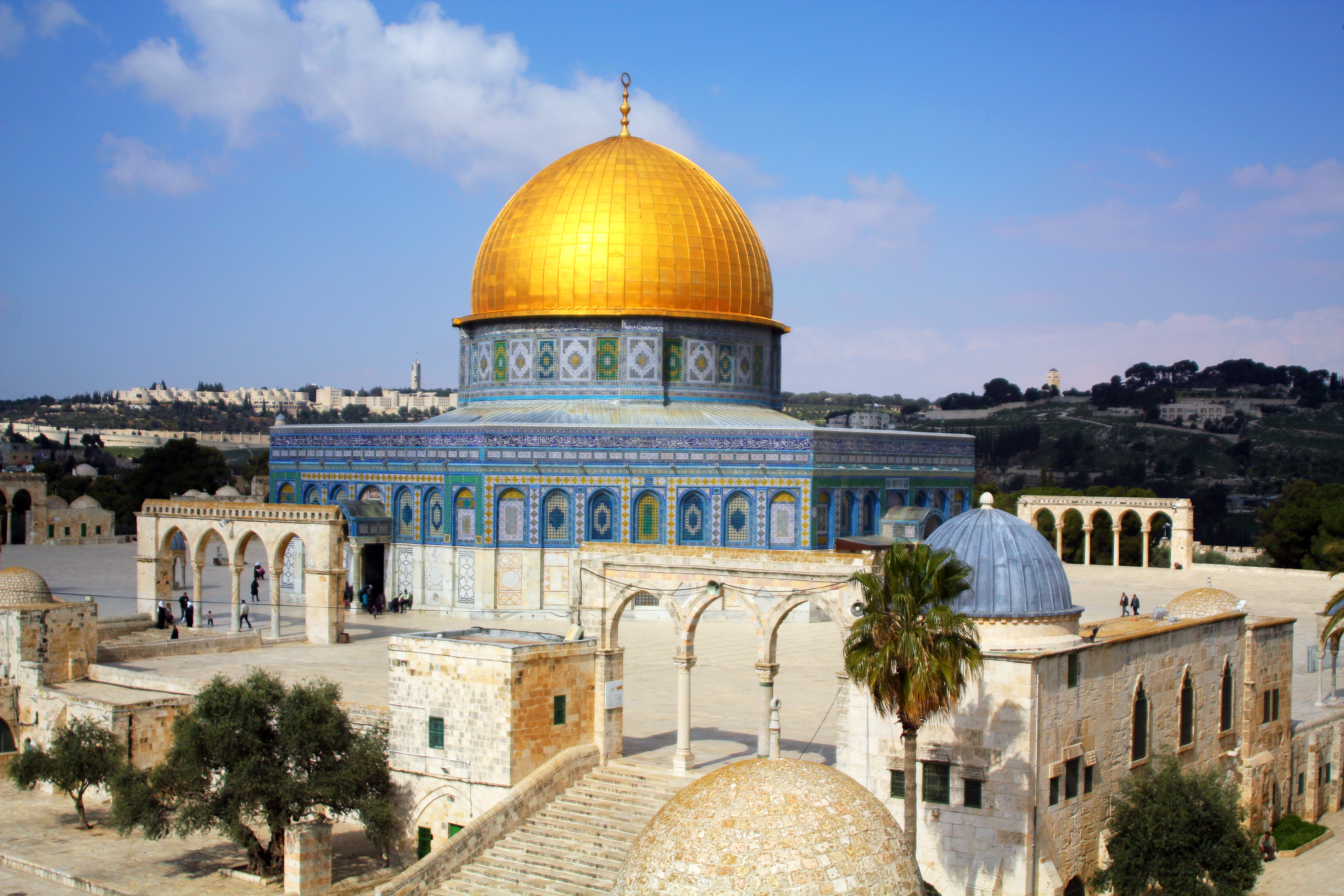
Купол Скалы. Иерусалим

К важнейшим произведениям первоначального исламского зодчества относится т. н. мечеть Омара в Иерусалиме (см. Купол Скалы), святилище, построенное в 688—692 годах на месте, где когда-то стоял храм Соломона. Здание стоит посреди широкого двора, обнесённого крытыми галереями. В плане оно представляет правильный восьмиугольник.
Об успехах арабско-египетского зодчества свидетельствует каирская мечеть Ибн-Тулуна (876—879 годы). Среди других мечетей Каира заслуживает упоминания мечеть султана Хассана (XIV в.). Причудливая орнаментация стен арабесками, надписями и мозаикой, портал с полукупольным сводом, опирающимся на т. н. сталактиты, а также внушительные размеры этой мечети делают её одним из выдающихся памятников арабской архитектуры.
О распространении традиций персидского зодчества за пределами Ирана свидетельствует мавзолей династии Саманидов в Бухаре, датируемый 907 годом. Он представляет собой квадратную постройку с куполом. Насыщенное светом, а также игрой теней в рельефах кладки, здание считается классическим произведением среднеазиатской архитектуры.

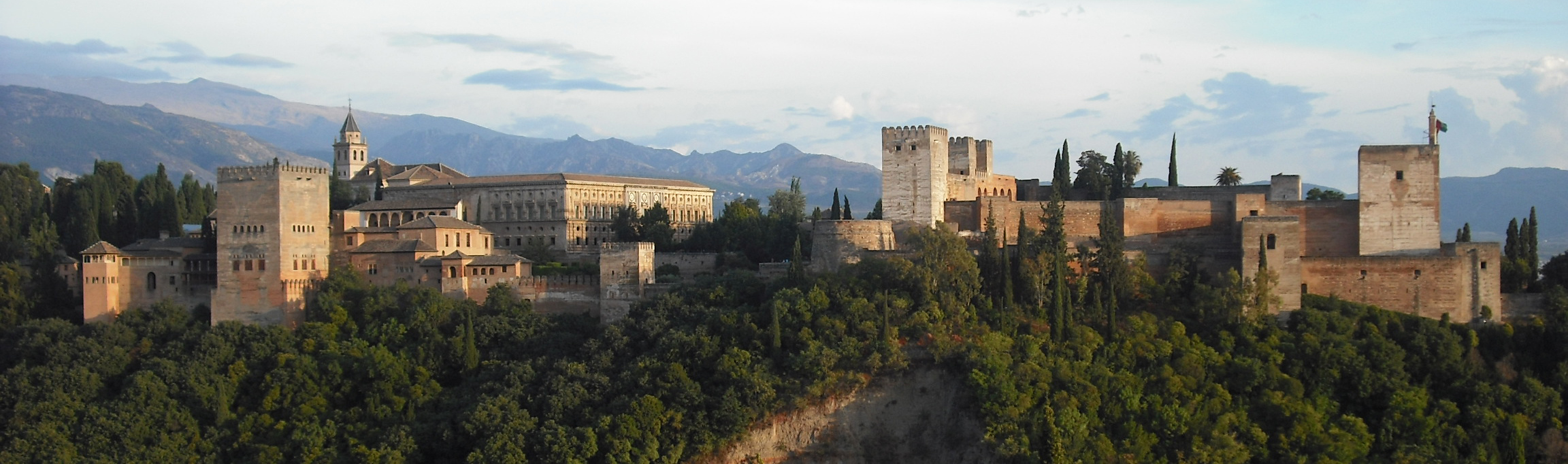
Альгамбра. Испания

Особенно расцвело исламское искусство в Испании. Здесь самым значительным памятником арабского искусства является дворец-крепость Альгамбра близ Гранады (середина XIII — конец XIV веков). Грандиозное здание имеет около 3,5 км в периметре и окружено оградой с множеством башен. Галерея колонн окружает большой прямоугольный двор, называемый Patio de los Arrayanes (Миртовый двор). С северной узкой стороны этого прямоугольника находится вход в зал Посланников, квадратное помещение с куполом, высотой около 20 м. К востоку от Миртового двора находится Львиный двор с фонтаном, опирающимся на 12 львов. К этому двору примыкают зал Двух сестёр, названный так из-за двух широких равной величины мраморных плит, и Судебный зал. Вокруг дворов расположены портики, прохладные покои, небольшие сады с бьющими фонтанами и выходящие наружу балконы. Стены покоев покрыты роскошной мозаикой, своды своими украшениями напоминают ячейки улья. Однако снаружи Альгамбра представляется строгой, малосимметричной и скорее похожа на крепость.

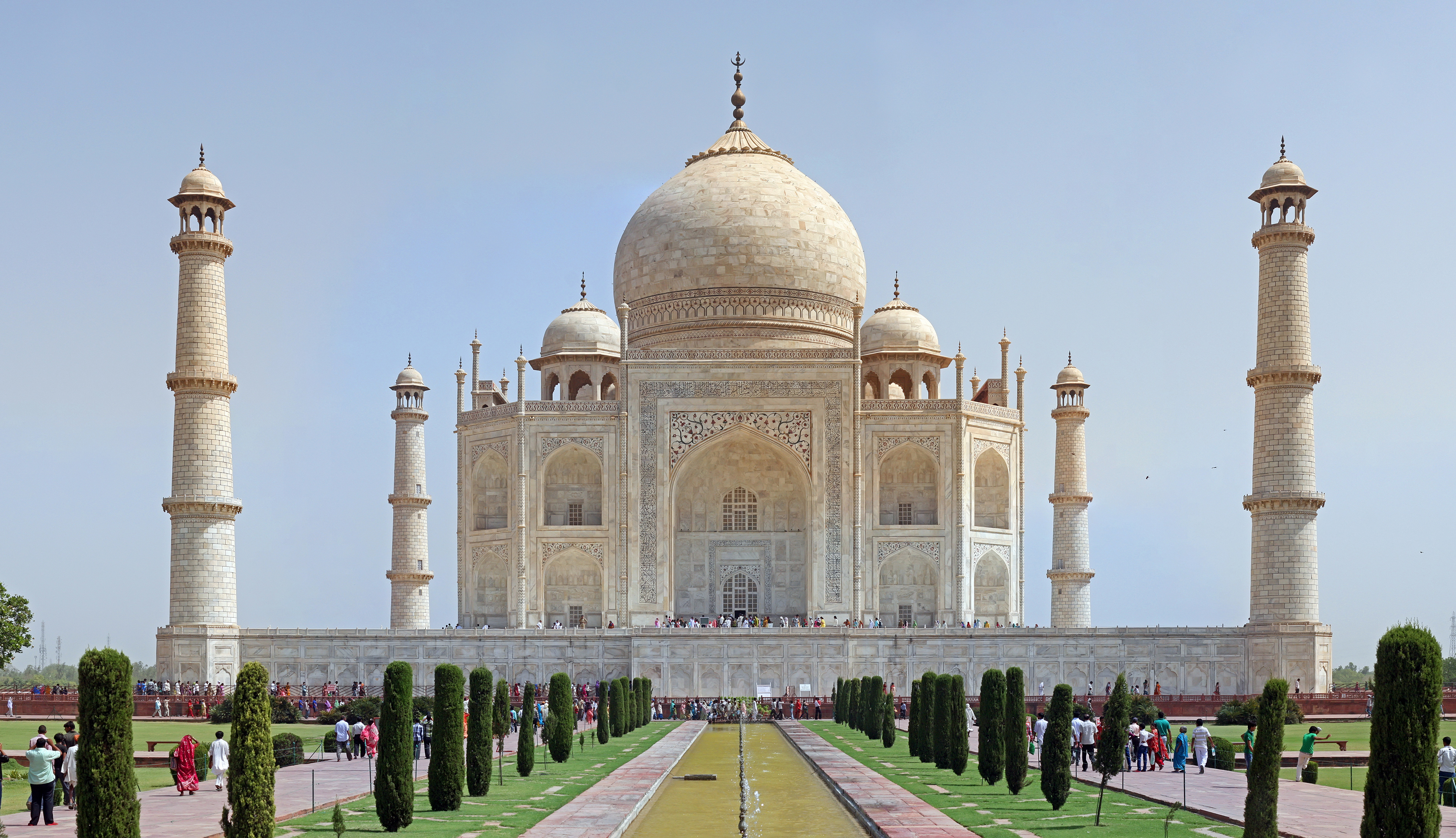
Тадж-Махал

В Индии во второй трети XVII века представитель династии Моголов Шихаб ад-дин Шах-Джихан I построил мавзолей Тадж-Махал близ Агры. Мавзолей, по углам которого стоят минареты, возведён на искусственной платформе, выложенной мрамором, и представляет в плане квадрат со срезанными углами. Вырисовываясь на фоне синего тропического неба, окружённый тёмной зеленью кипарисов, Тадж-Махал поражает своей эффектностью: белый, полированный мрамор, из которого он выстроен, его главный купол, покрытый таким же мрамором и розовым песчаником, украшения, выполненные из цветных камней, золотые надписи на чёрном фоне — всё это блещет и играет разными цветами в лучах солнца. Внутри мавзолея средний зал украшен орнаментацией, для которой использованы золото, серебро и тонкая мозаика из драгоценных камней.

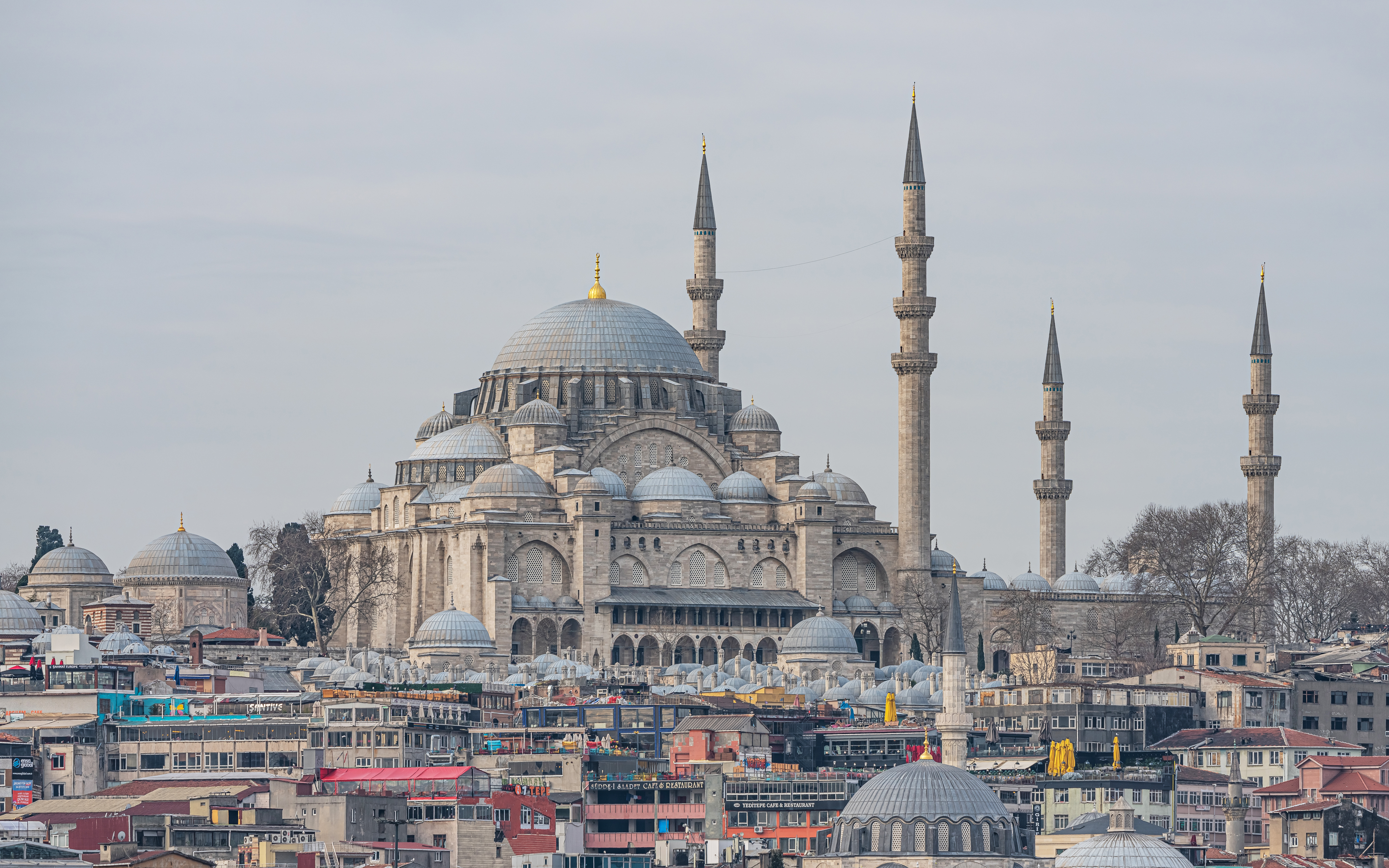
Мечеть Сулейманийе. Стамбул

Вершиной османского зодчества считается творчество архитектора Синана. Среди множества построенных им зданий сам он выделял как наиболее удачные три работы: мечети Шах-Заде (1543—1548) и Сулейманийе (1549—1557) в Стамбуле и мечеть Селимийе (1566—1574) в Эдирне. В архитектуре Синана окружность мощного купола, устремлённые ввысь минареты и большое количество стрельчатых арок создают в своём сочетании характерный для его творчества геометрический ритм.

## Изображение человека
Говоря о запрете на изображение человека в исламе, многие исследователи указывают на то, что непосредственно в Коране, который является священной книгой мусульман, на эту тему нет каких-то конкретных указаний. Представление о строжайшем запрете на изображения не только людей, но любых живых существ, имеет свои корни в некоторых Хадисах — преданиях о словах и поступках пророка Мухаммада. Имеет место две основные причины запрета. С одной стороны, строго осуждается изготовление идолов, которые могут быть использованы как объекты поклонения. Таким образом Мухаммад предостерегает мусульман от многобожия и идолопоклонничества, которые противоречат основе ислама — вере в единого и единственного Аллаха. Осуждается, например, совершение намаза (молитвы) по направлению к какому-либо изображению человека или животного. Некоторыми богословами при этом допускается изображение живых существ, если у художника или скульптора точно нет намерения к изготовлению именно объекта поклонения. С особой осторожностью и суннитская, и шиитская традиция относятся к изображению самого пророка Мухаммада.
Второй причиной запрета является осуждение «уподобления Создателю». Хадисы, апеллирующие к этому аргументу, трактуются в исламской традиции по-разному. Так, например, допускается изображение человека с размытыми чертами лица. Некоторые богословы также допускают разграничение «творения», которое строжайше запрещено, и «изображения», которое допускается при соблюдении определённых требований. Важно отметить, что четко прописанные правила внутри ислама по этому вопросу сформированы не были. Ислам как религиозная традиция допускает некоторую свободу в трактовке священных текстов, что часто приводит к разночтениям. Таким образом, суннитский ислам, а в особенности его традиционалистские течения, как правило ссылаются на следующие цитаты пророка из Хадисов:
"Воистину, те, кто изображает, будут испытывать мучения в Судный День. Сказано будет им: «Оживите то, что вы творили»
«Самое наихудшее мучение в Судный День будут испытывать те, кто уподоблял себя Богу в умении творить»
При этом шиитский ислам изначально относился к запрету на изображение человека с меньшей строгостью. Так, например, в стране с шиитским большинством Иране широкое распространение получила миниатюра. Однако изображение лиц Мухаммада, членов его семьи и имамов, которых шиитская традиция воспринимает как «святых», не допускается. Для того, чтобы иметь возможность включить эти фигуры в композицию религиозных сюжетов и не нарушить при этом запрет, художники изображают их с вуалью поверх лица. 
Подобного рода «послабления» можно найти и в традиции исламского мистицизма — суфизме, который в целом отличается вольной интерпретацией многих запретов.

### На практике
Несмотря на неоднозначность отношения мусульманского учения к этой теме, традиция категорически не приемлет изображения во всех сферах, которые имеют непосредственное отношение к отправлению культа. Коран, таким образом, никогда не иллюстрируется, изображения участников коранических событий отсутствуют в мечетях. Многие связывают с этими правилами расцвет каллиграфического и мозаичного искусств, которые всегда использовались для декорирования мечетей на протяжении всей истории ислама во всех уголках мусульманского мира.
Совершенно иная ситуация наблюдается в бытовой сфере, где декоративно-прикладное искусство помимо каллиграфии широко использует миниатюру. Традиция персидской миниатюры, таким образом, часто изображая человеческие фигуры, получила широкое распространение по всему мусульманскому миру и оказала влияние на многие национальные традиции. Результат этого влияния прочно укоренился в истории исламского искусства.

## Каллиграфия
Мусульманская каллиграфия — область искусства, важный культовый и культурный атрибут ислама, включивший в себя элементы доисламского наследия. Арабская каллиграфия сформировалась на базе копирования Корана. В странах исламского мира, где изобразительное творчество было ограничено, каллиграфия стала источником богатейших орнаментально-ритмических композиций, которые нередко сочетались с геометрическим или растительным узором.

## Миниатюра
В Иране, Средней Азии и Индии исламский запрет на изображение живых существ никогда не был тотальным, и поэтому там существовало изобразительное искусство, отражавшее образы излюбленных народом литературных сюжетов и героев в иллюстрациях и в миниатюрной живописи.
Миниатюра зародилась в Персии. В её основе были традиции и принципы настенной живописи. Помимо Ирана, искусство миниатюры распространилось, прежде всего, в Средней Азии и Индии.

## Керамика
В Средней Азии, Иране, Азербайджане, Турции, арабских странах получила развитие архитектурная керамика: узорная кирпичная кладка, резная терракота, майоликовая многоцветная облицовка зданий. Такого рода отделка присуща зданиям Самарканда и Бухары XIV—XV веков. Среди других керамических изделий выделялись расписные сосуды из фаянса (Иран, город Рей, XIII век) и из испано-мавританской майолики (XIII—XV века).

## Ковроткачество
Особую известность получили персидские, азербайджанские, туркменские и турецкие ковры.

## Галерея

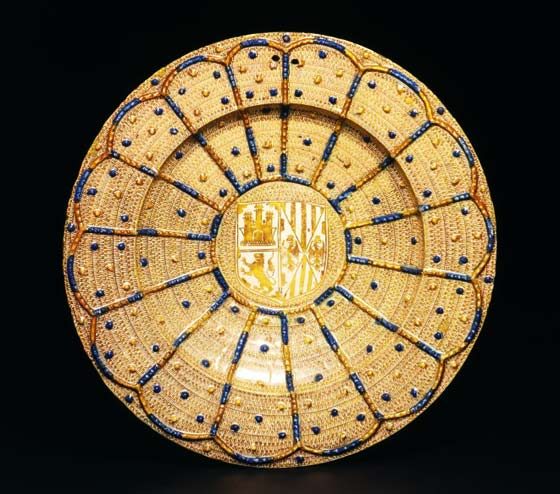
Испано-мавританское изделие с глянцевой отделкой, после 1475
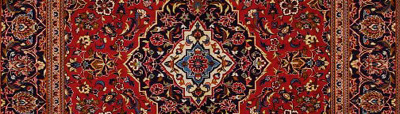
Персидский ковёр
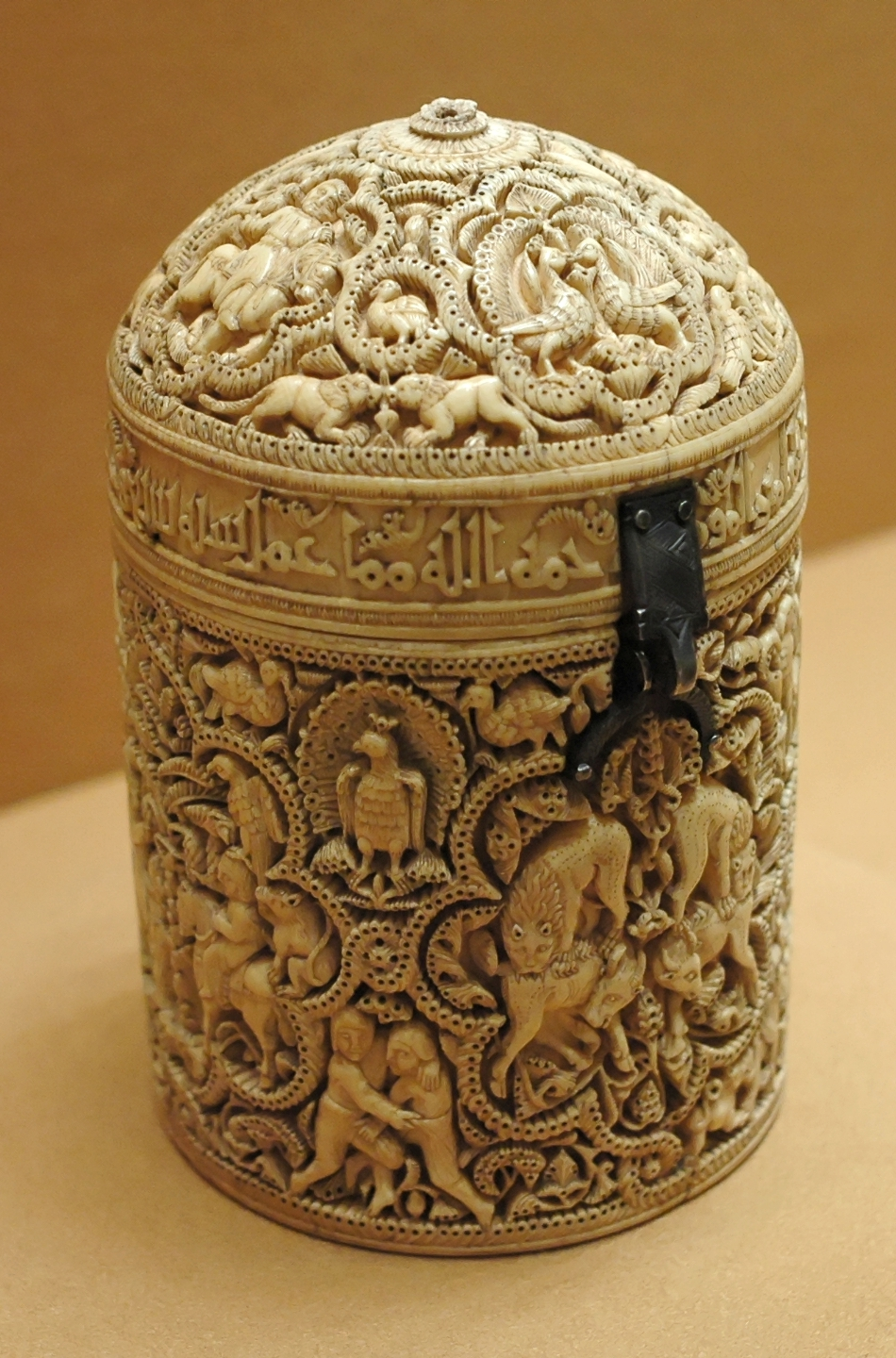
Дарохранительница аль-Мугиры, Мадинат аль-Захра, 968, Лувр
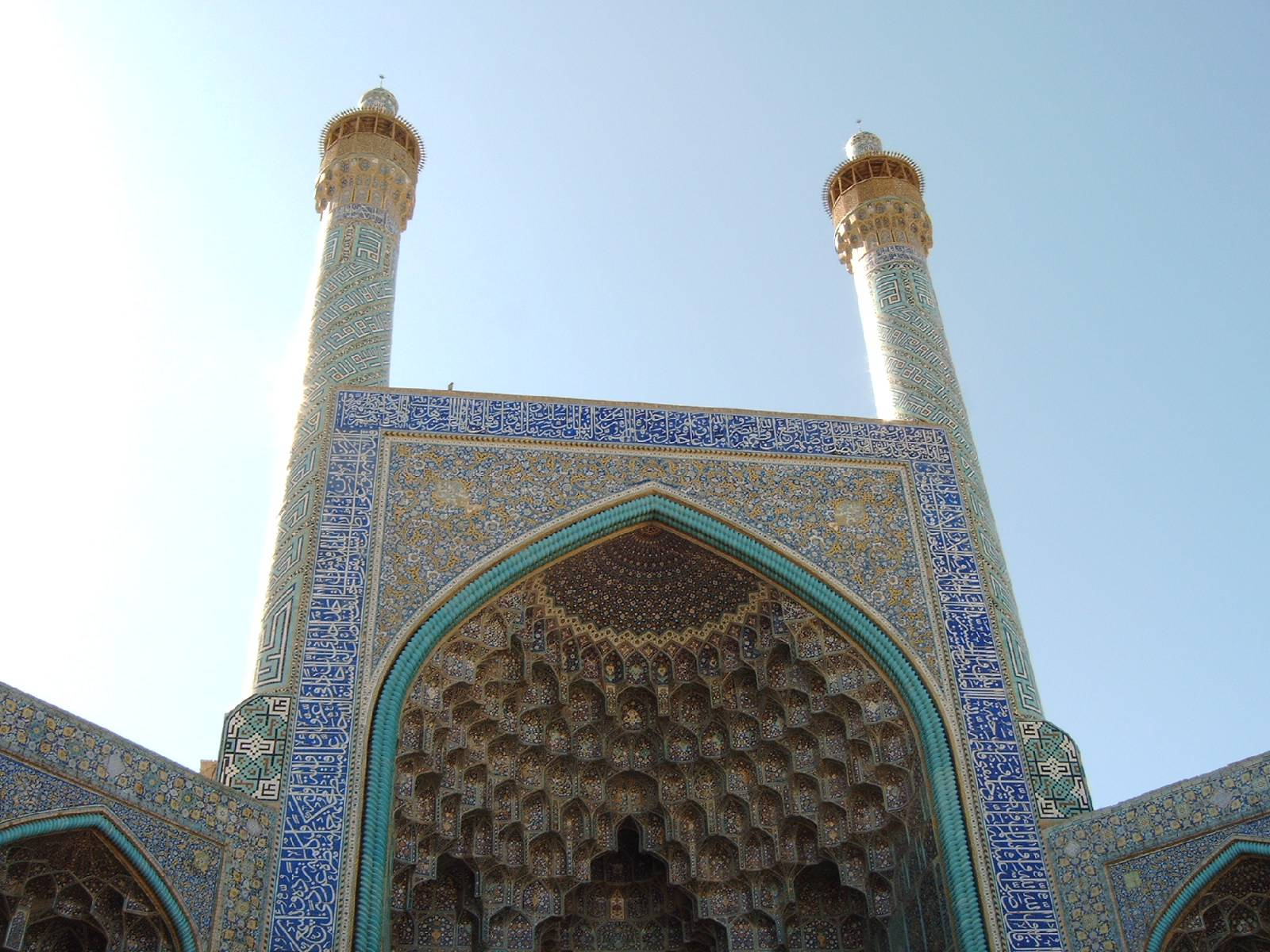
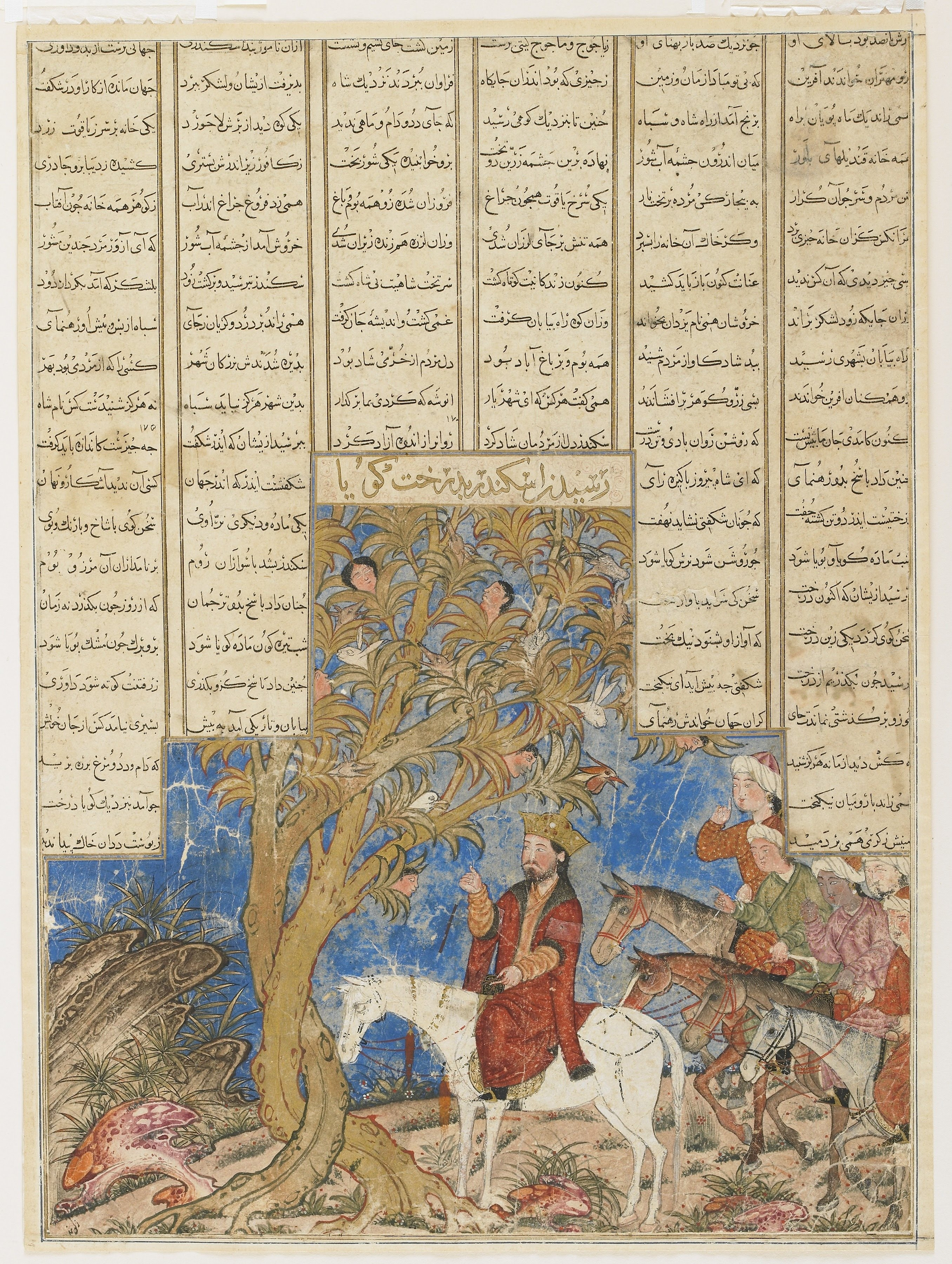
Искандар у говорящего дерева. Персидская миниатюра, около 1330—1340
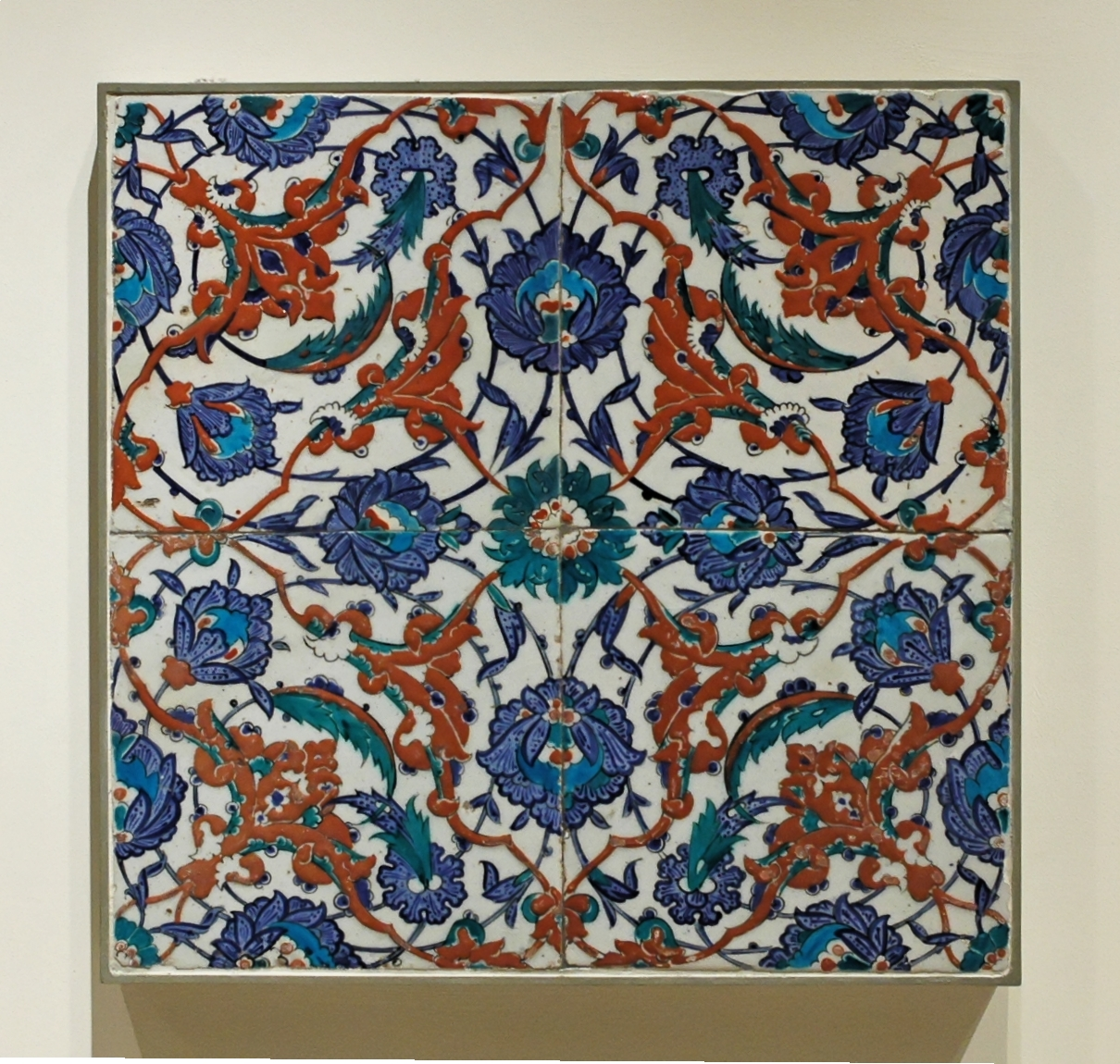
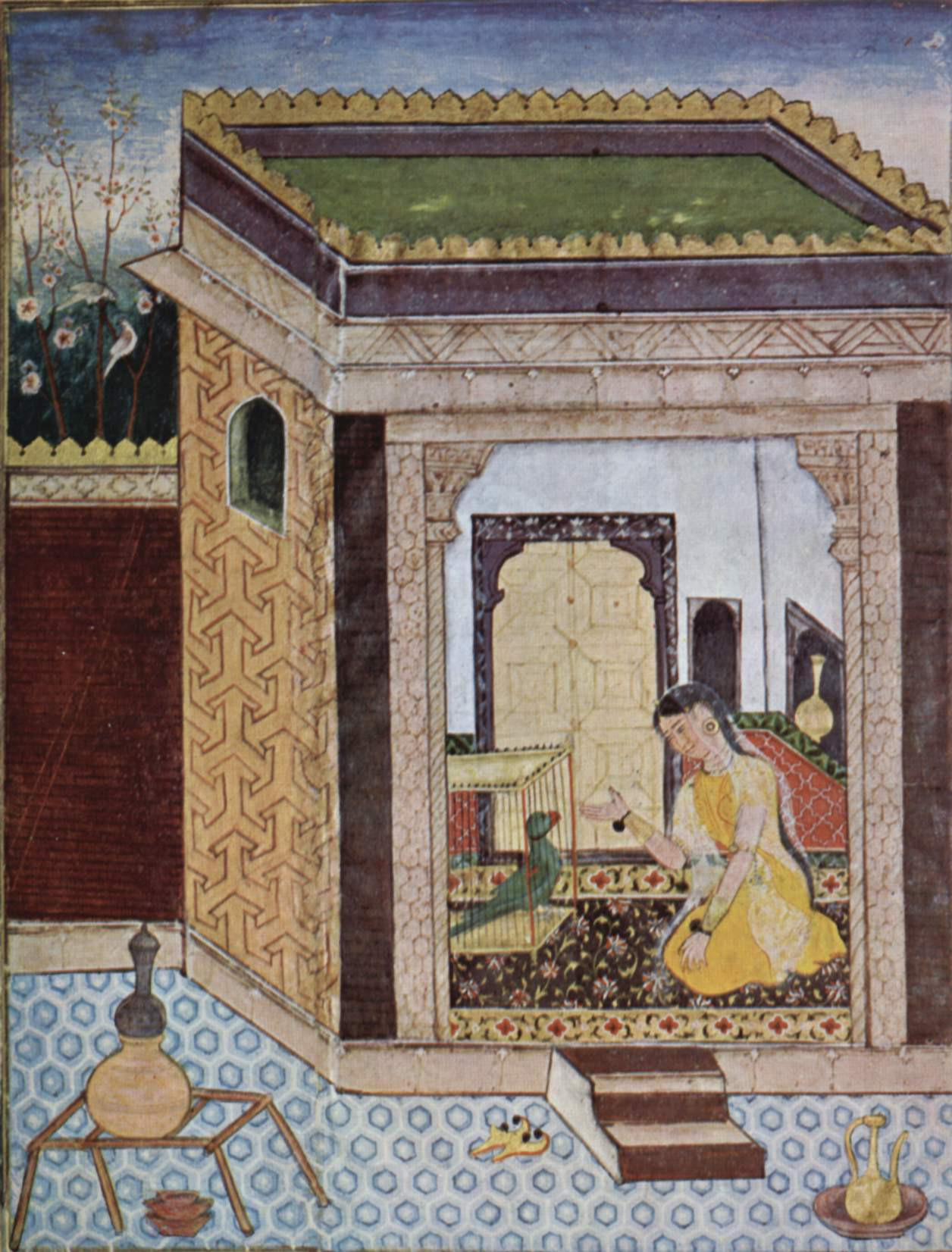
«Женщина с попугаем», Индия, 1580—1585 гг.
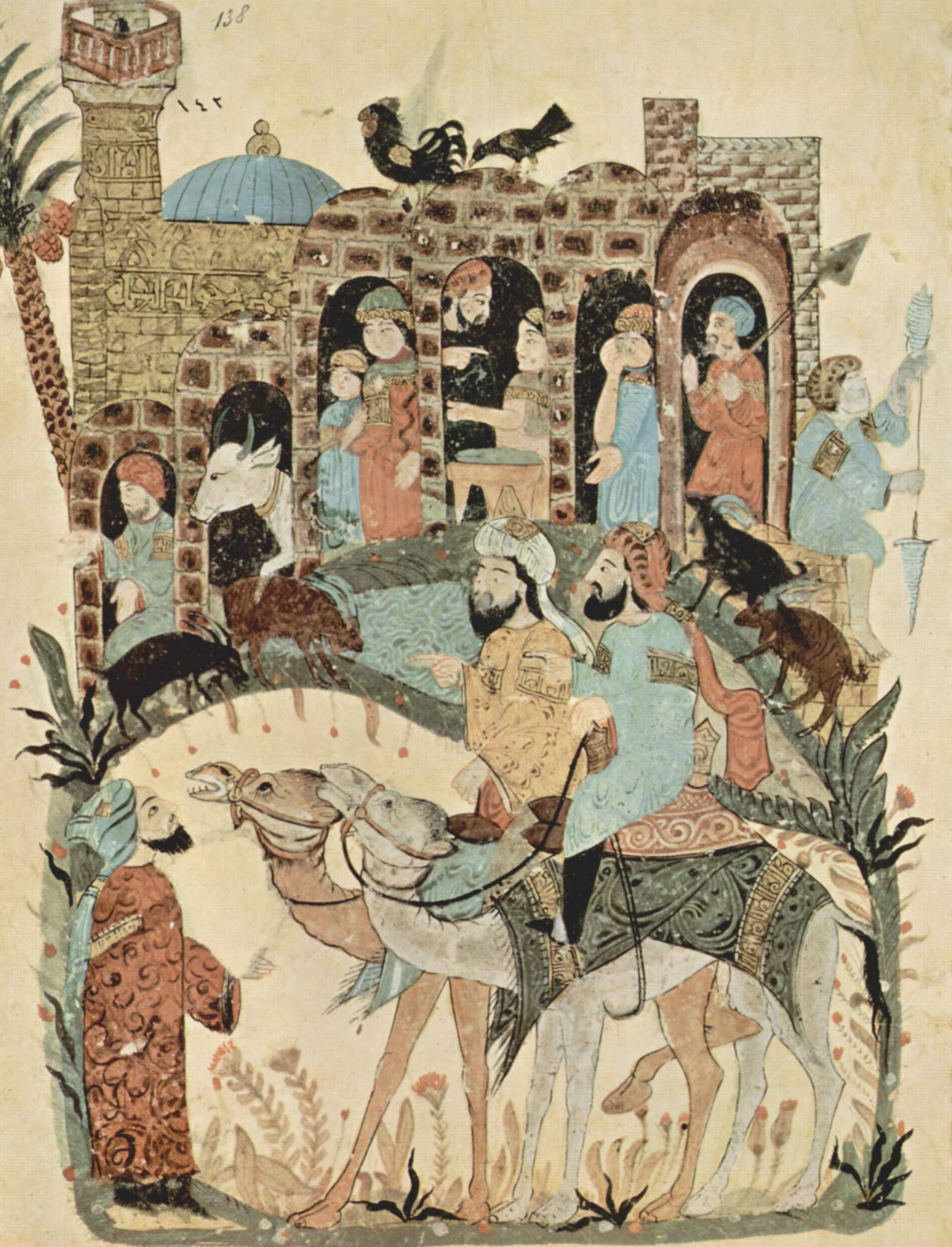
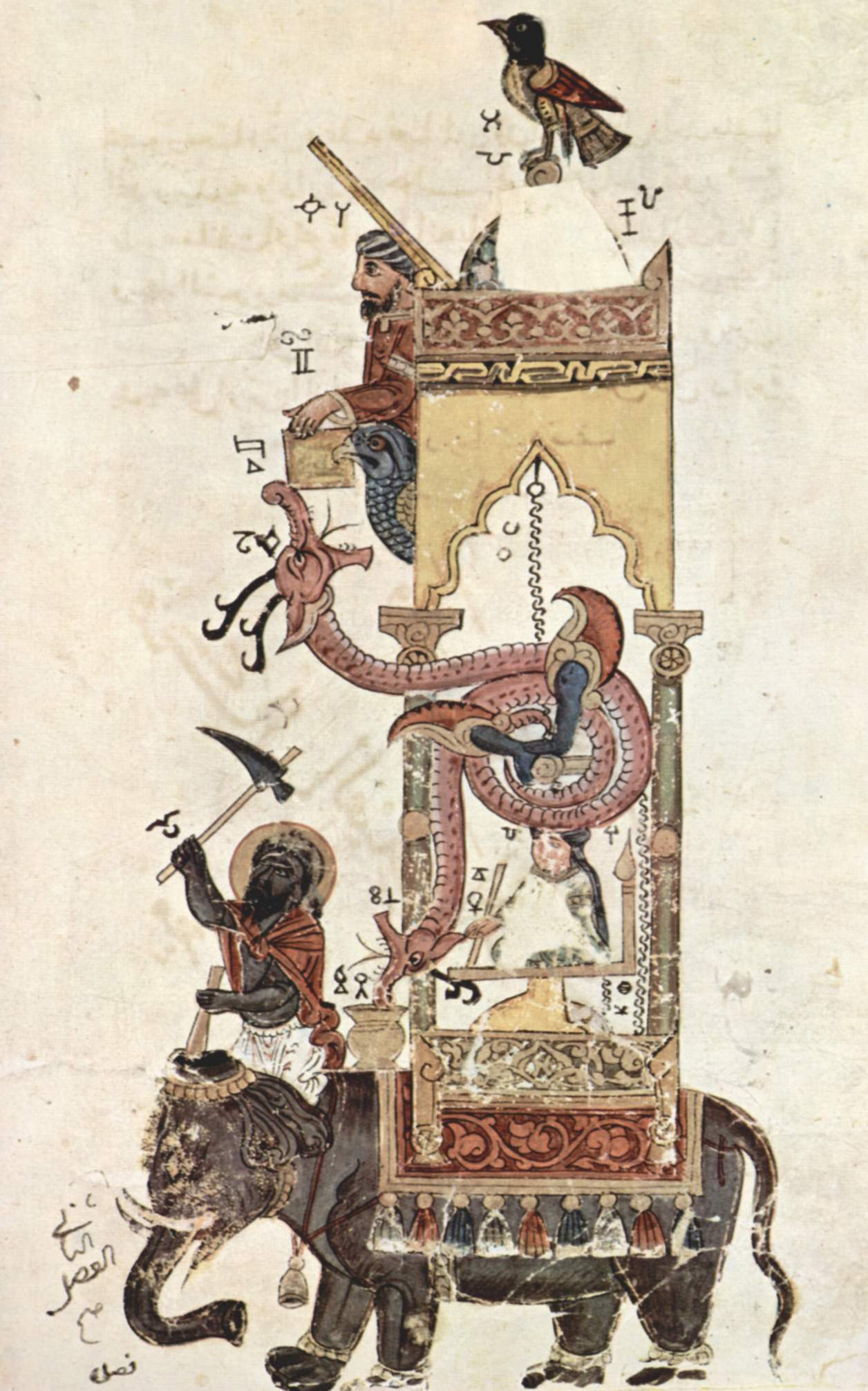
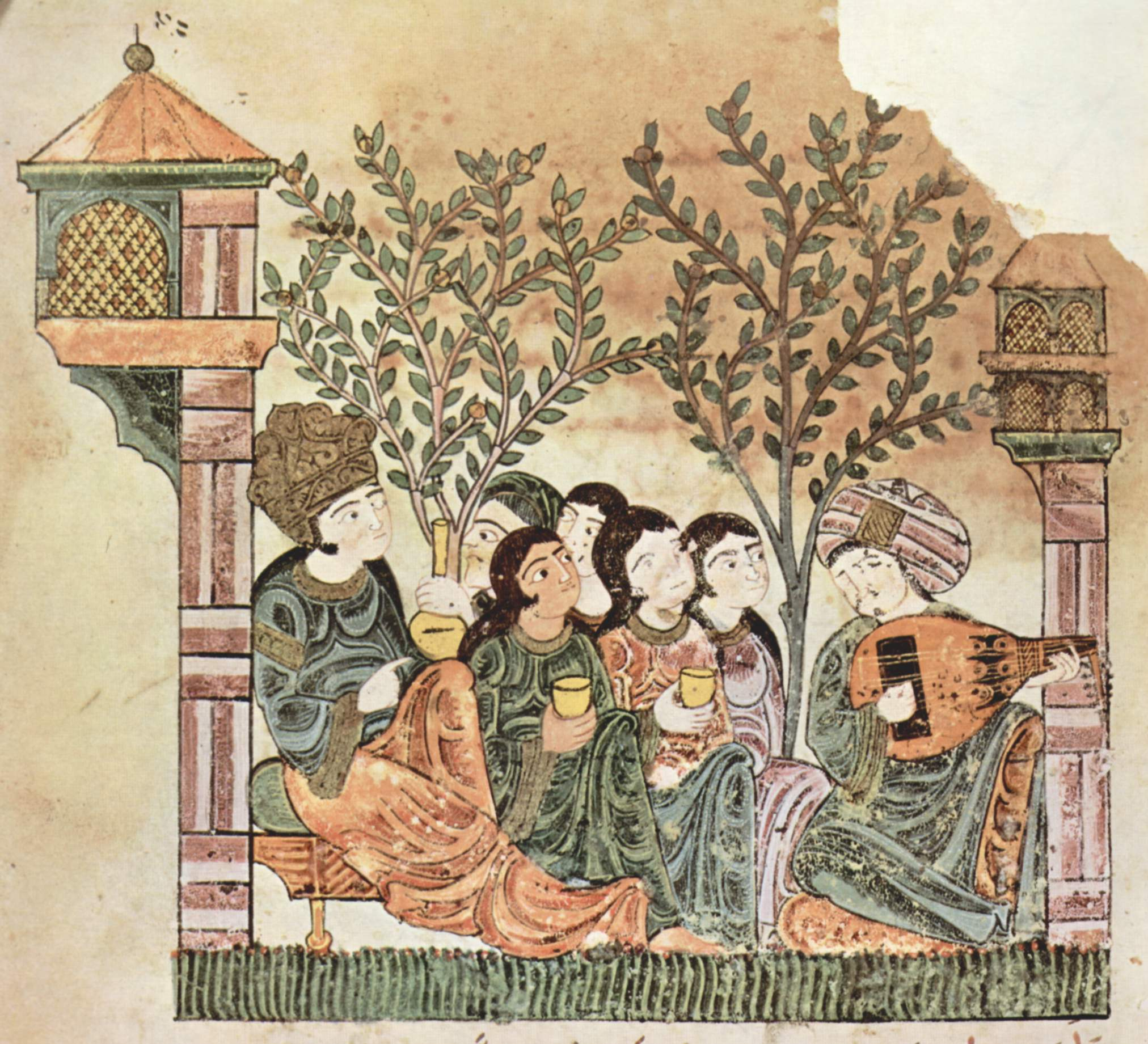